# Gundeberga
Gundeberga sau Gundeperga (n. 591), a fost regină a longobarzilor.
Gundeberga a fost fiica Theodelindei (din dinastia bavareză) (familia Agilolfingilor) cu primul ei soț, regele longobard Authari.
A fost căsătorită cu Arioald, care a fost rege între 626 și 636, iar apoi cu Rothari, întemeietorul dinastiei Harodingienilor pe tronul de la Pavia.